# Charlotte-Félicité de Brunswick-Calenberg
 (juin 2017).
Si vous disposez d'ouvrages ou d'articles de référence ou si vous connaissez des sites web de qualité traitant du thème abordé ici, merci de compléter l'article en donnant les références utiles à sa vérifiabilité et en les liant à la section « Notes et références ».
Titre
Duchesse de Modène
11 février 1696 – 29 septembre 1710
(14 ans, 7 mois et 18 jours)
Charlotte-Félicité de Brunswick-Calenberg, née le 8 mars 1671 à Hanovre et morte le 29 septembre 1710 à Modène, est une princesse allemande catholique, élevée en France. Elle devient duchesse de Modène en épousant Renaud III d'Este. 

## Biographie
Charlotte-Félicité est née au palais de Herrenhausen à Hanovre, palais détruit durant la Seconde Guerre mondiale et reconstruit de 2009 à 2013. 
Elle est la seconde fille de Jean-Frédéric de Brunswick-Calenberg et de son épouse Bénédicte-Henriette du Palatinat. La princesse perd son père à l'âge de 8 ans, le 18 décembre 1679. Sa mère retourne en France avec ses filles. Elle confie leur éducation à sa tante Louise-Hollandine du Palatinat, abbesse de Maubuisson. 

## Mariage
Le 11 février 1696, Charlotte-Félicité, âgée de 24 ans, épouse Renaud III, duc de Modène, qui est lui âgé de 41 ans. La cérémonie est splendide malgré les problèmes financiers du duché et le mariage sera plutôt heureux. La duchesse reçoit la visite de sa mère mais cette dernière doit repartir rapidement à Paris car elle ne s'entend pas avec son gendre. 
En 1702, la guerre de Succession d'Espagne s'approchant de Modène, Charlotte-Félicité prend la décision de quitter la ville pour trouver refuge à Bologne. 

## Mort
Après six grossesses quasiment successives, Charlotte-Félicité, âgée de 39 ans, met au monde un septième enfant, une fille mort-née. Ce fut l'accouchement de trop : la duchesse meurt des suites de ses couches le 29 septembre 1710. Elle est inhumée dans l’église San Vincenzo de Modène. 

## Famille
Charlotte donne sept enfants à son mari :
- Bénédicte d'Este (18 août 1697-16 septembre 1777), sans alliance ;
- François III de Modène (2 juillet 1698-22 février 1780), duc de Modène, épouse la princesse Charlotte-Aglaé d'Orléans, Mlle de Valois ;
- Amélie d'Este (28 juillet 1699-5 juillet 1778) épouse le marquis de Villeneuf ;
- Jean-Frédéric d'Este (1er septembre 1700-24 avril 1727) ;
- Henriette d'Este (27 mai 1702-30 janvier 1777) épouse Antoine Farnèse, duc de Parme ;
- Clement d'Este (20 avril 1708-23 avril 1708), mort jeune ;
- X d'Este (septembre 1710), fille décédée à la naissance;